# Focke-Wulf A 43
Die Focke-Wulf A 43 „Falke“ (später auch Fw 43 genannt) war ein Reiseflugzeug des Bremer Herstellers Focke-Wulf.

## Geschichte
Die Focke-Wulf A 43 entstand aus einem Auftrag aus dem Jahr 1930 für ein schnelles Reiseflugzeug. 1931 begann der Bau des Prototyps, der am Ende Mai 1932 fertig wurde und im Juni erstmals flog. Die Zulassung wurde im August 1932 erteilt. Am 26. September wurde das Flugzeug in Berlin-Tempelhof einem geladenen Publikum, bestehend aus Journalisten, Piloten und Vertretern der Luft Hansa, vorgestellt. Zuvor war es bereits am 17. September als im Dienst der Norddeutschen Luftverkehrs A.G. stehend auf dem Neuenlander Feld in Bremen als „Europas schnellstes Verkehrsflugzeug“ präsentiert worden. Die anschließende Überführung der A 43 von Bremen nach Berlin über 330 km konnte denn auch von dem Focke-Wulf-Versuchspiloten Cornelius Edzard mit dem Fw-Aufsichtratsvorsitzenden Ludwig Roselius als Fluggast in 1:29 Stunde bewältigt werden. Das einzige gebaute Exemplar (D-2333) wurde anschließend erfolgreich bei der Norddeutschen Luftverkehrs AG, die von Cornelius Edzard mitbegründet wurde, eingesetzt. Die gesamte Konstruktion basierte auf Edzards Erfahrungen und Ideen, als Konstruktions- und Entwicklungsleiter fungierte Paul Klages. Die A 43 wurde auch auf der vom 1. bis 23. Oktober 1932 in Berlin stattfindenden Deutschen Luftsportausstellung gezeigt.
Als nach der Machtergreifung die Norddeutsche Luftverkehrs AG aufgelöst wurde, ging die A 43 in staatlichen Besitz über und wurde wahrscheinlich vom Reichsluftfahrtministerium als Kurierflugzeug eingesetzt. Im November 1934 ging sie als Geschenk an das Zarentum Bulgarien und wurde von Oberleutnant Popgantschew nach Sofia überflogen. Ob sie wie vorgesehen als persönliches Reiseflugzeug des bulgarischen Königs Boris III. Verwendung fand, kann nicht mehr nachvollzogen werden.

## Konstruktion
Die A 43 war ein abgestrebter Hochdecker in Gemischtbauweise mit geräumiger schallgedämmter und geschlossener Kabine. Der Pilot saß vorn und hinter ihm bis zu zwei Passagiere, die eine gute Sicht nach unten hatten. Die Hochdeckerbauweise ermöglichte auch einen bequemen Einstieg in die Maschine. Zum Erreichen einer hohen Geschwindigkeit wurde Wert auf eine gute Aerodynamik gelegt. Als Antrieb kam ein Achtzylinder-V-Motor Argus As 10 mit 162 kW (220 PS) Leistung zum Einsatz, der das Flugzeug auf eine Höchstgeschwindigkeit von 256 km/h bringen konnte. Problematisch und letztendlich auch einer der Gründe, warum die Maschine ein Einzelstück blieb, war die sehr hohe Landegeschwindigkeit von 108 km/h durch die fehlenden Landeklappen. Hinzu kam die relativ hohe Flächenbelastung von 82 kg/m², die fast das doppelte vergleichbarer Konstruktionen dieser Zeit betrug.

## Technische Daten
| Kenngröße             | Daten                               |
| --------------------- | ----------------------------------- |
| Besatzung             | 1                                   |
| Passagiere            | 2                                   |
| Länge                 | 8,3 m                               |
| Spannweite            | 10,0 m                              |
| Höhe                  | 2,3 m                               |
| Flügelfläche          | 14 m²                               |
| Leermasse             | 725 kg                              |
| Startmasse            | 1125 kg                             |
| Höchstgeschwindigkeit | 255 km/h                            |
| Reisegeschwindigkeit  | 215 km/h                            |
| Landegeschwindigkeit  | 108 km/h                            |
| Dienstgipfelhöhe      | 5100 m                              |
| Reichweite            | 1050 km                             |
| Triebwerke            | ein Argus As 10 mit 220 PS (162 kW) |